# 24e régiment de tirailleurs sénégalais

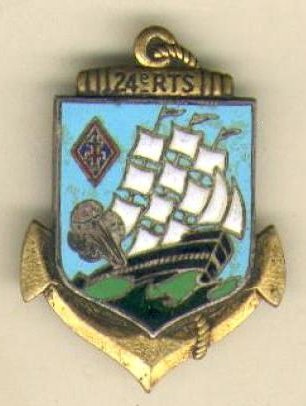
Verbandsabzeichen des 24e RTS.

Das 24e Régiment de tirailleurs sénégalais (deutsch 24. Senegalesisches Schützenregiment) war ein Infanterieregiment der Kolonialtruppen der Armée de terre. Das Regiment existierte von 1923 bis zu seiner Auflösung 1954.

## Geschichte
Das Regiment wurde 1923 aus Kadern des 24. Kolonialinfanterieregiments als 24e Régiment de Tirailleurs aufgestellt. Es nahm 1925–1927 am Rifkrieg teil; 1926 erhielt es seinen endgültigen Namen. 1940 war es während des Westfeldzugs an Kämpfen an der Maginot-Linie beteiligt. Bei Erquinvillers (Oise) wurde es in der Nacht zum 9. Juni 1940 eingekesselt und geriet in Gefangenschaft. Die gefangenen Soldaten wurden mit Bajonetten attackiert und geschlagen. 
Nach der Niederlage Frankreichs wurde die Einheit im Juni 1940 aufgelöst. 1947 wurde sie wiederaufgestellt und diente im Indochinakrieg. Nach dem Rückzug der Franzosen aus Indochina wurde das Regiment 1954 endgültig aufgelöst.